# Reblochon
Il Reblochon o Reblochon di Savoia è un formaggio francese a pasta pressata da latte crudo di vacca.
Viene prodotto in Alta Savoia e, dal 1964, anche sul versante alpino italiano.

## Storia
Il Reblochon di Savoia venne prodotto per la prima volta nella valle di Thônes, in Alta Savoia, nel XIII secolo.
Gli allevatori dovevano ai proprietari terrieri degli alpeggi un affitto proporzionale alla quantità di latte prodotto: il giorno della misurazione della produzione, gli allevatori tiravano meno latte dalle mucche per autoridursi la quota da pagare. Una volta partito il proprietario, l'allevatore finiva il lavoro, effettuando una seconda mungitura: ossia ri-tirava il latte (in dialetto savoiardo, Il re-blochait).
Con il latte risparmiato alla quota veniva prodotto il formaggio che prende il nome da questa usanza.
Dal 1958 il Reblochon gode del marchio AOC, ossia dell'Appellation d'origine contrôlée, ormai AOP (Appellation d'Origine Protégée europea).

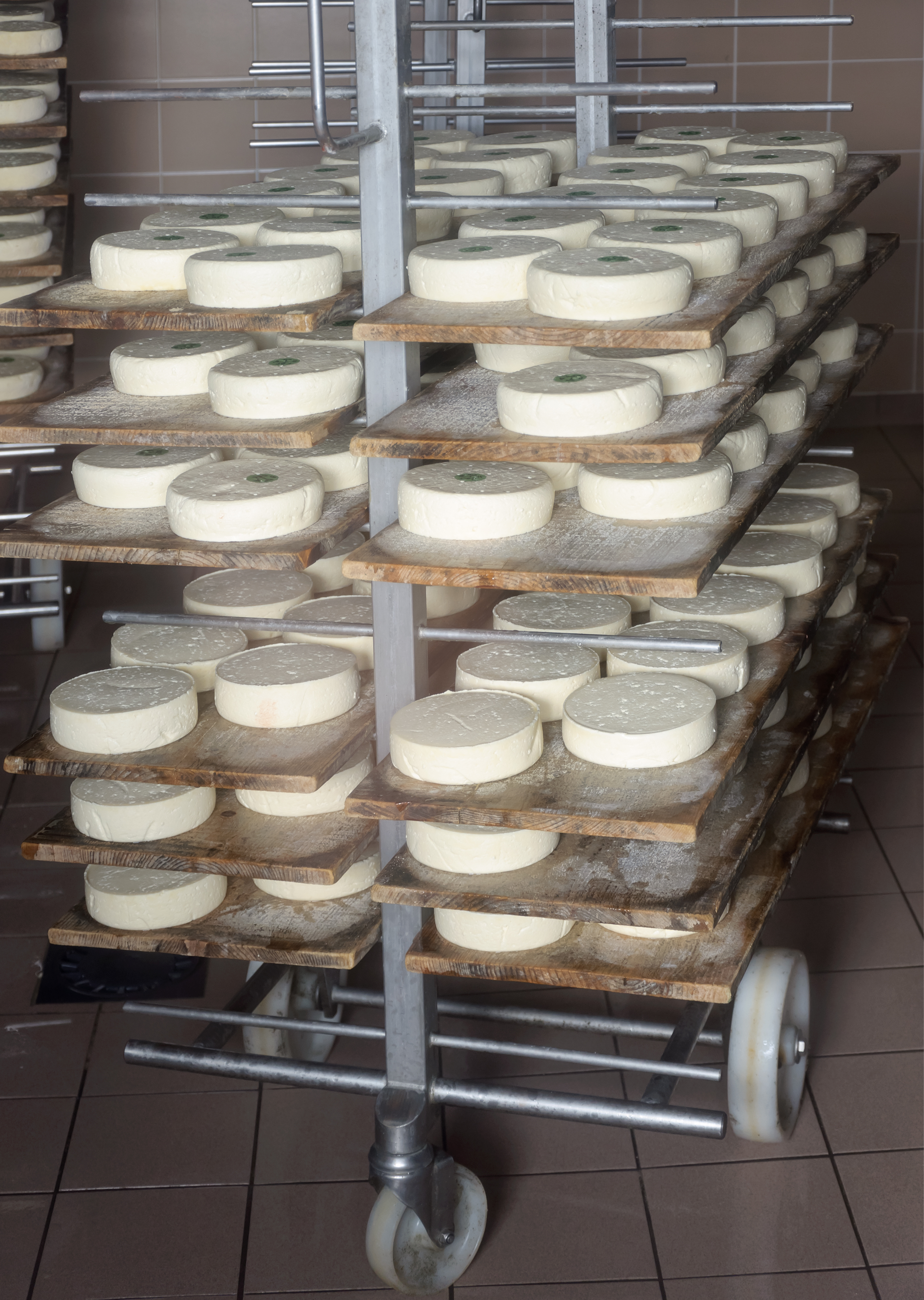
Forme di Reblochon poste ad asciugare

## Caratteristiche
Il Reblochon di Savoia AOP è prodotto in Alta Savoia e nella Val d'Arly ed è il terzo formaggio AOP per quantità prodotta.
Si distingue in due tipi:
- Il Reblochon lattiero (Reblochon laitier) che viene prodotto in caseificio una volta al giorno a partire da più partite di latte,
- Il Reblochon contadino (Reblochon fermier), prodotto in fattoria due volte al giorno dopo la mungitura e solo con il latte della stalla dell'azienda.

Le vacche autorizzate per la produzione del Reblochon sono di razza Abbondanza, Tarina e Montbéliarde; durante l'estate pascolano negli alpeggi le erbe di montagna, in inverno si nutrono di fieno.
La forma di formaggio è di circa 14 cm di diametro e 3-4 di spessore. La pasta è color avorio, con leggero gusto di nocciole. La crosta è gialla aranciata, ricoperta da una muffa bianca

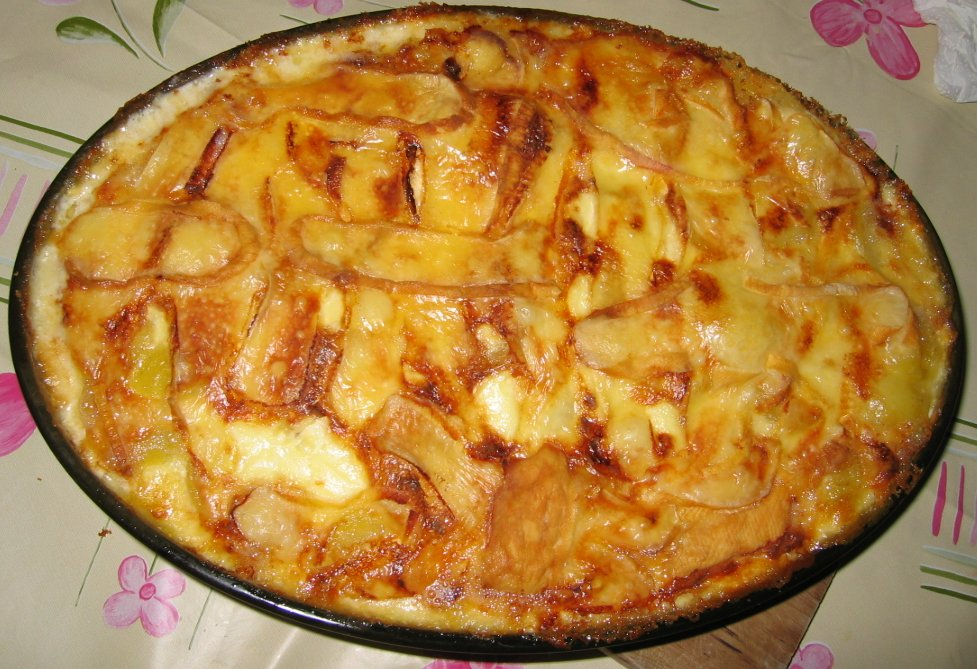
Una teglia di tartiflette

Il reblochon viene adoperato per preparare la tartiflette, piatto moderno ispirato alla tradizionale pela.
La Tartiflette Savoyarde è un piatto tradizionale della regione della Savoia, in Francia. Nata nel XX secolo, la ricetta è stata promossa negli anni '80 dall'interprofessione dei produttori di Reblochon per aumentarne le vendite. La Tartiflette unisce sapori rustici e confortanti, essendo composta principalmente da patate, formaggio Reblochon, cipolle e lardo affumicato. Per preparare il piatto, le patate sono prima bollite, poi affettate e mescolate con cipolle e lardo soffritti. Il tutto viene poi coperto con fette di Reblochon e cotto al forno fino a doratura. Nonostante la sua origine relativamente recente, la Tartiflette è diventata un elemento essenziale della cucina savoiarda, rappresentando la convivialità e la generosità tipiche della cultura locale.